# Одноцветный цветоед
Одноцветный цветоед (лат. Dicaeum concolor) — вид певчих птиц семейства цветоедовых. Подвидов не выделяют.

## Описание

### Внешний вид
Птица небольших размеров: длина тела составляет 7,5-8 см, масса — 5-8 г.
Оперение верхней части тела у взрослых особей серовато-оливковое с коричневым оттенком, причём оливковый более выражен ближе к хвосту. Передняя часть головы несколько светлее и бледнее. Кончики маховых и рулевых перьев тёмные. Низ тела бледно-серо-оливковый, заметно светлее верхней части. Перья на внутренней стороне крыльев белые. Цвет радужки глаз варьируется от коричневого до тёмно-коричневого. Клюв голубовато-серый, темнее на кончике. Полового диморфизма нет.
Внешне похож (особенно молодые особи) на красноклювого цветоеда (Dicaeum erythrorhynchos), но среди прочего имеет более тёмное оперение на верхней части тела, а полосы на груди отсутствуют.
По сравнению с другими представителями рода, клюв одноцветного цветоеда достаточно длинный и массивный.

### Голос
Серия резких достаточно высоких «ци-ци».

## Распространение
Эндемик Индии, обитает в юго-западной её части, на территории Сахьядри. В своём ареале вид считается обычным.

Обитает в вечнозелёных и влажных лиственных лесах, рощах и искусственных насаждениях. Встречается в предгорьях на высоте до 3 660 метров над уровнем моря.

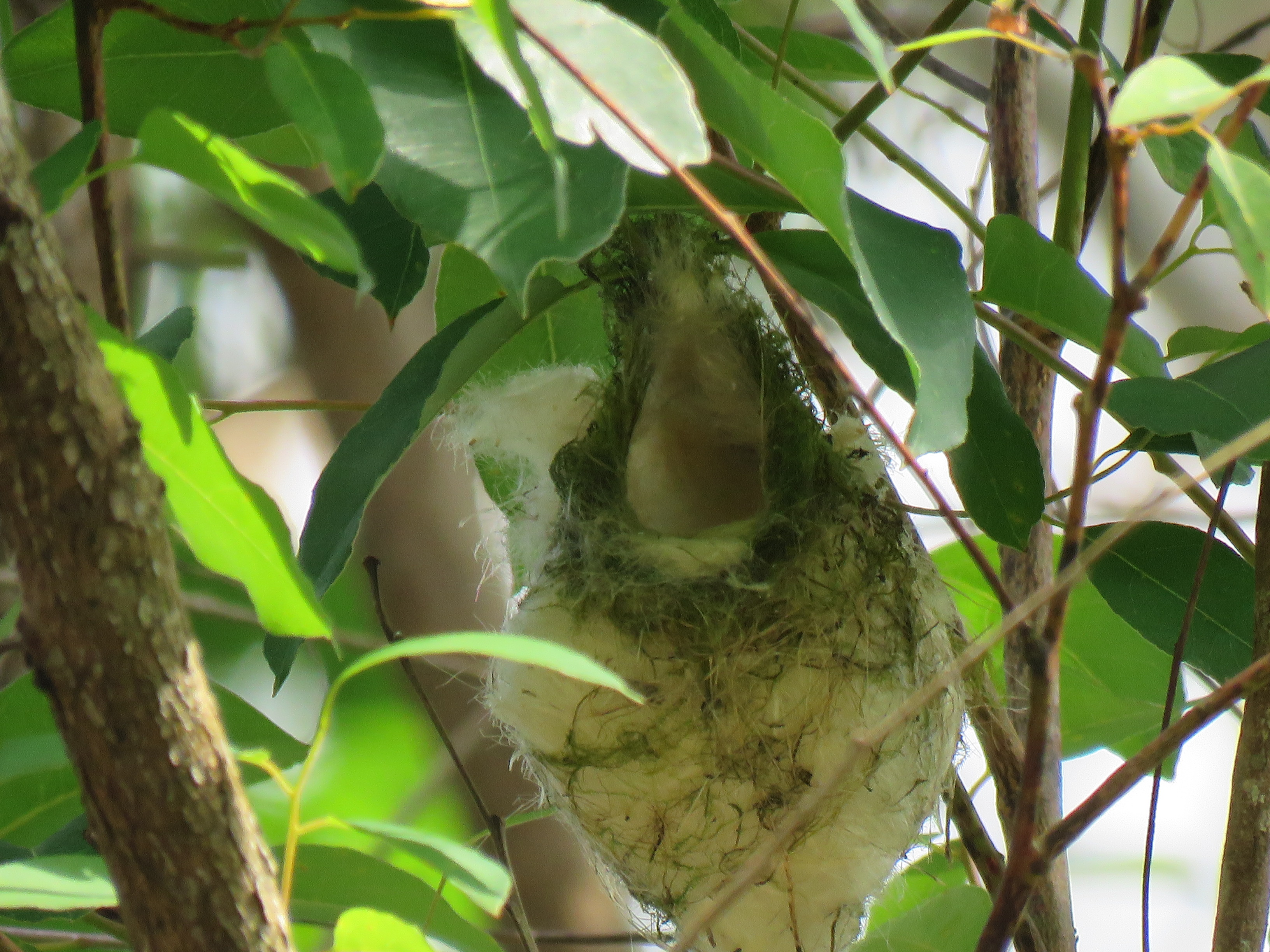
Гнездо

Ареал охватывает в том числе охраняемые территории, например, Мудумалай.
Точное число особей неизвестно, но популяция считается стабильной.

## Биология
Информации о рационе мало. Питается плодами, пыльцой и нектаром лорантовых растений. Кормится в основном на высоте 4-6 м над землёй.
Яйца откладывает с января по май и в сентябре. В строительстве гнезда, насиживании яиц и уходом за птенцами принимают участие оба родителя. Гнездо представляет собой маленький (7 × 5 см) мешочек, строится в первую очередь из растительных волокон и пуха, располагается на дереве или кустарнике на высоте от 6 до 12 м над землёй, иногда ниже. В кладке 2-3 белых яйца размером 10-16 × 10-11 мм. 